# María de las Mercedes Benítez
María de las Mercedes Benítez fue la primera mujer contadora pública egresada en la República Argentina.

## Biografía
María de las Mercedes Benítez nació en Rosario, provincia de Santa Fe, el 15 de abril de 1886. 
Dado que aún no existía en el país la Facultad de Ciencias Económicas, ingresó a la Escuela Superior de Comercio Carlos Pellegrini, convertido a partir de 1910 en el Instituto de Altos Estudios Comerciales, donde se recibió en marzo de 1912, un año antes de que pasara a depender de la Universidad de Buenos Aires. La noticia de que una mujer había obtenido el título de contadora fue muy celebrada por la prensa de la ciudad de Buenos Aires. 
Casada con el doctor en ciencias económicas Saúl A.Obregón, ejerció con él su profesión hasta 1949, año en que enviudó. Habilitada para el ejercicio de la docencia, trabajó también como profesora de matemáticas en la escuela normal de Avellaneda, donde se jubiló como vicedirectora.
Falleció casi centenaria, el 31 de julio de 1985.